# Krumbach (Seßlach)
Krumbach ist ein Gemeindeteil der oberfränkischen Stadt Seßlach im Landkreis Coburg.

## Geographie
Krumbach liegt etwa neun Kilometer südwestlich von Coburg an einem Nordhang oberhalb eines gleichnamigen Baches, eines Zuflusses der Rodach. Die Kreisstraße CO 16 von Witzmannsberg nach Seßlach führt an dem Ort vorbei.

## Geschichte
Krumbach wurde um das 9./10. Jahrhundert erstmals in den Traditionen des Klosters Fulda genannt. 1292 stiftete Karl von Heldritt das freieigene Dorf „Crumpach“ dem Kloster Langheim. Der Ort gehörte in der Folge zu den freien Mönchsdörfern des Klosteramtes Tambach.
1803 wurde als territorialer Teil des Hochstifts Bamberg das Kloster Langheim und damit auch dessen Klosteramt Tambach säkularisiert und Teil des Kurfürstentums Bayern. Im Januar 1806 nahm Graf Joseph Carl von Ortenburg die Tambacher Lande als reichsunmittelbare Grafschaft Ortenburg-Tambach in Besitz. Im Oktober 1806 wurde die Grafschaft mediatisiert. Von Dezember 1806 bis 1810 gehörte Krumbach als Teil des Tambacher Landes zum Großherzogtum Würzburg. Nach dessen Auflösung wurde das Herrschaftsgericht Tambach dem Mainkreis zugeordnet. 1862 erfolgte die Eingliederung Krumbachs in das neu geschaffene bayerische Bezirksamt Staffelstein. Außerdem wurde Krumbach Ortsteil von Witzmannsberg.
1875 hatte Krumbach 110 Einwohner und 66 Gebäude. 1925 hatte der Ort 88 Einwohner und 17 Wohnhäuser. Er gehörte zum Kirchsprengel der römisch-katholischen Pfarrkirche in Seßlach und der evangelisch-lutherischen Pfarrkirche in Tambach. Im Jahr 1987 hatte das Dorf 58 Einwohner und 16 Wohnhäuser mit 17 Wohnungen.
Mit der Auflösung des Landkreises Staffelstein am 1. Juli 1972 erfolgte die Eingliederung von Witzmannsberg nach Ahorn und von Krumbach nach Seßlach.

## Einwohnerentwicklung
| Jahr | Einwohnerzahl |
| ---- | ------------- |
| 1875 | 00000110      |
| 1900 | 00000094      |
| 1925 | 00000088      |
| 1950 | 00000113      |
| 1970 | 00000067      |
| 1987 | 00000058      |
| 2015 | 00000074      |
| 2025 | 00000069      |

## Sehenswürdigkeiten
In der Liste der Baudenkmäler in Krumbach sind die Baudenkmäler aufgeführt.